# Titularbistum Anemurium
Anemurium (ital.: Anemurio) ist ein Titularbistum der römisch-katholischen Kirche.
Es geht zurück auf  einen früheren Bischofssitz in der antiken Stadt Anemurion (heute Eski Anamur in der Südtürkei). 
| Titularbischöfe von Anemurium |                                 |                                                      |                   |                    |
| Nr.                           | Name                            | Amt                                                  | von               | bis                |
| 1                             | Christoph Ignaz von Gudenus     | Weihbischof in Mainz (Deutschland)                   | 20. März 1726     | 11. Dezember 1747  |
| 2                             | Nicolaus Givovich               | Koadjutorbischof von Syrmien (Königreich Slawonien)  | 5. Mai 1749       | 13. November 1752  |
| 3                             | Ludwig Hatteisen OSB            | Weihbischof in Hildesheim (Deutschland)              | 2. Oktober 1758   | 3. April 1771      |
| 4                             | Carlo Santacolomba              | Prälat von Santa Lucia del Mela (Italien)            | 19. Dezember 1785 | 13. Juli 1801      |
| 5                             | Antonio Da Arrabida OFM         |                                                      | 9. April 1827     | 11. April 1850     |
| 6                             | Henri Joseph Faraud OMI         | Apostolischer Vikar von Athabaska Machenzie (Kanada) | 18. Mai 1862      | 26. September 1890 |
| 7                             | Ricardo Isaza y Goyechea        | Weihbischof in Montevideo (Uruguay)                  | 15. Februar 1891  | 23. Juli 1918      |
| 8                             | Sofronio Hacbang y Gaborni      | Weihbischof in Calbayog (Philippinen)                | 8. November 1918  | 22. Februar 1923   |
| 9                             | Luis María Martínez y Rodríguez | Koadjutorerzbischof von Morelia (Mexiko)             | 8. Juni 1923      | 20. Februar 1937   |
| 10                            | Otto Raible SAC                 | Apostolischer Vikar von Kimberly (Australien)        | 18. Juni 1935     | 18. Juni 1966      |